# Durlston Country Park

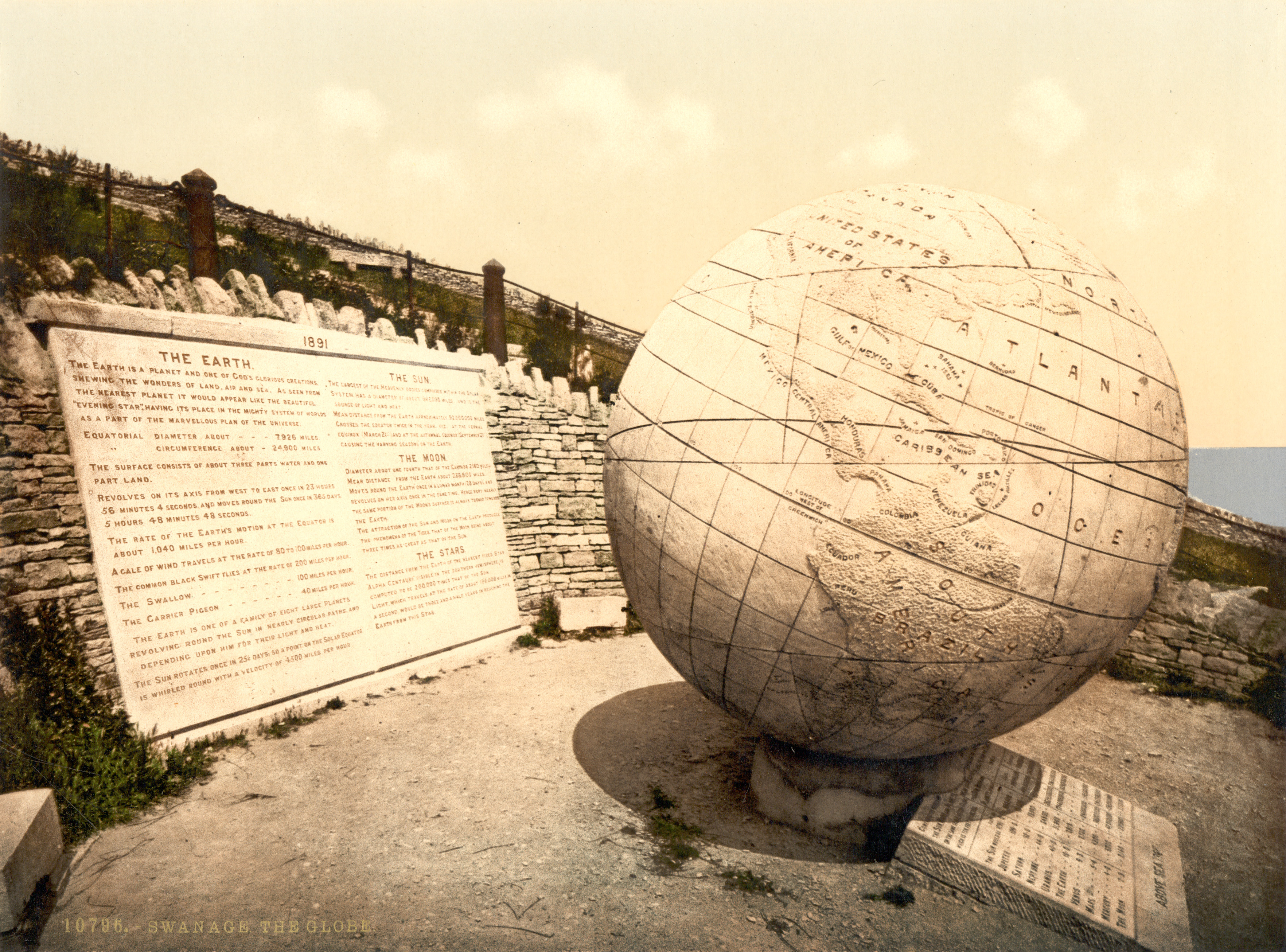
The Great Globe

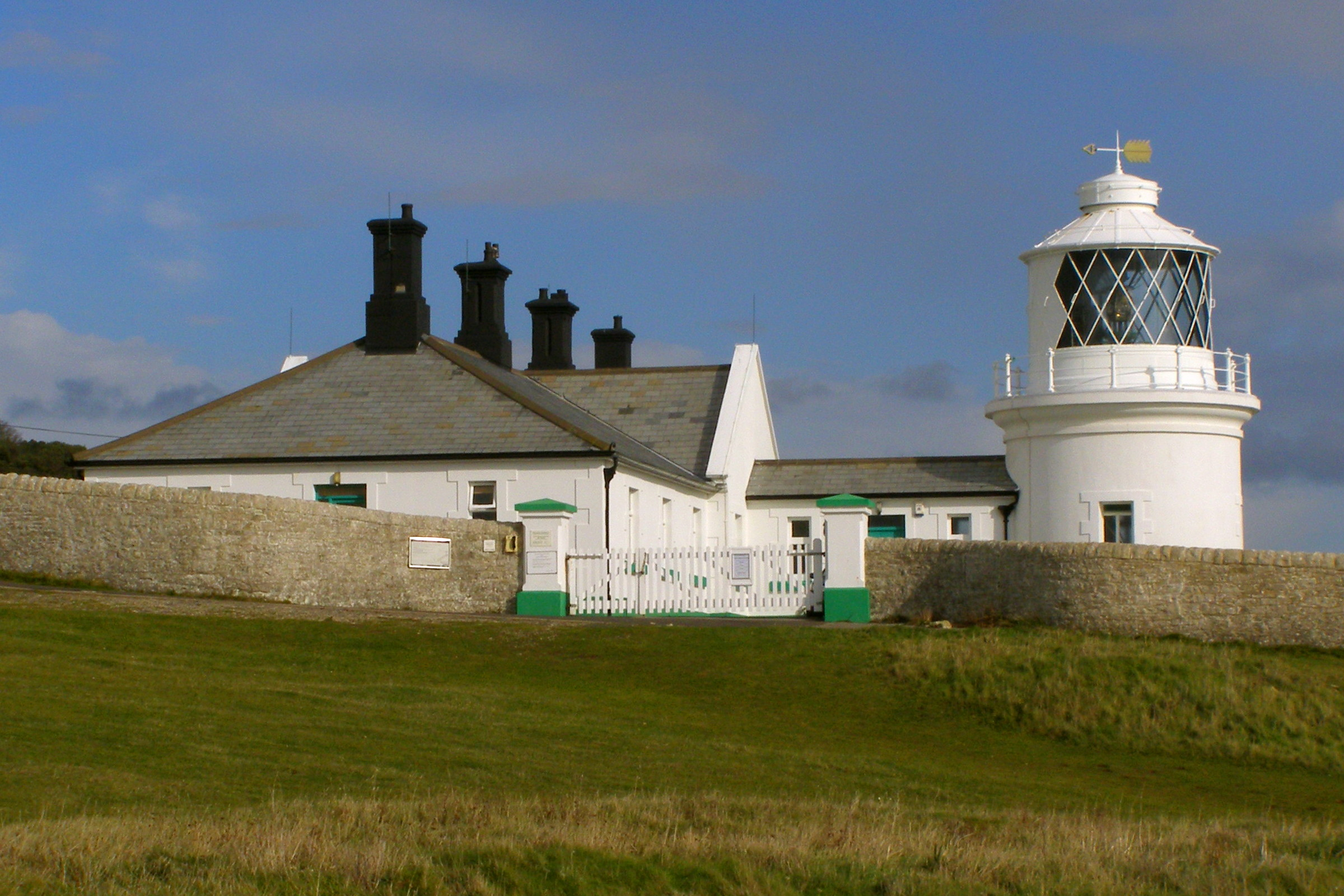
Der Leuchtturm auf Anvil Point

Durlston Country Park ist ein 1,13 Quadratkilometer (280 Hektar) großer Natur-Landschaftspark und ein Naturschutzgebiet und erstreckt sich entlang der Küste der Isle of Purbeck. 
Durlston Bay und der Durlston Country Park liegen südlich von Swanage am Ärmelkanal auf der Isle of Purbeck. Das Gebiet gehört zur Grafschaft Dorset an der Südküste Englands. Der Park liegt etwa 12 km südlich der großen Städte Poole und Bournemouth. 
Im Jahr 1887 baute George Burt eine kleine Burg auf dem Hügel Durlston Head über Swanage. Er ließ auch den Great Globe, eine 40 Tonnen wiegende Weltkugel bauen, drei Meter im Durchmesser, in den die Weltkarte nach dem Stand von 1880 eingraviert ist.
Der Swanage Leuchtturm wurde im Jahr 1880 auf dem Felsen Anvil Point gebaut. George Burt eröffnete die Tilly Whim Caves im Jahr 1887 als Touristenattraktion für seinen Landsitz Durlston.
Swanage hat eine lange Steinbruchgeschichte, entlang der Klippen im Süden. Viele der Bruchzugänge sowie die Verladestellen dieser Steinbrüche sind jetzt noch innerhalb des Durlston Country Parks ersichtlich. Die Steinbrüche waren die größten Lieferanten von Portland-Kalkstein und Purbeck-Stein. Der Durlston Country Park ist Teil der Jurassic Coast, die zum UNESCO-Weltnaturerbe gehört.